# Путешествия Гулливера (мини-сериал)
«Путешествия Гулливера» (англ. Gulliver's Travels) — мини-сериал, основанный на одноимённом произведении Джонатана Свифта, производства Jim Henson productions и Hallmark Entertainment. Этот мини-сериал примечателен тем, он является чуть ли не единственной экранизацией романа Свифта, где показаны все четыре путешествия. Мини-сериал впервые демонстрировался по телевидению в феврале 1996 года на британском канале Channel 4 и в США на канале NBC. В сериале участвуют такие звёзды, как Тед Дэнсон, Мэри Стинберджен, Питер О’Тул, Джон Гилгуд, Омар Шариф, Шаши Капур, Уорик Дэвис, Кристин Скотт Томас, Элфри Вудард, Кейт Маберли, Том Старридж, Ричард Уилсон и другие. Съёмки производились в Великобритании и в Португалии.
Сериал удостоился 5 премий «Эмми», в том числе и в категории «Лучший мини-сериал».

## Производство
Поиски финансирования проекта заняли несколько лет. В фильме использовано множество спецэффектов. Студия Джима Хенсона создала компьютерную модель гигантской осы, а также разработала грим для Йеху.

## Сюжет
Сюжет фильма построен на воспоминаниях и галлюцинациях Лемюэля Гулливера, вернувшегося домой.

### Часть первая
Корабельный врач Лемюэль Гулливер (Тед Денсон) возвращается домой после длительного путешествия. Он находит свой дом во владениях своего коллеги доктора Бейтса (Джеймс Фокс), а его жена Мэри (Мэри Стинберджен) прислуживает у него домработницей. У Мэри подрастает 9-летний сын Том (Том Старридж), сын Лемюэля. Утром Мэри находит своего мужа в конюшне. Гулливер рассказывает своей жене и сыну о своих приключениях, но они настолько фантастичны, что доктор Бейтс считает его сумасшедшим и отвозит в больницу для душевнобольных.
По его рассказам, его корабль терпит крушение. Единственный выживший, он добирается до берега и теряет сознание. А когда приходит в себя, то не может пошевелить ни рукой ни ногой, потому что был опутан множеством верёвок, и даже волосы, каждая прядь, были привязаны верёвками к колышкам, врытым в землю. Оказывается он попал в страну, где всё, и даже люди, уменьшено примерно в 12 раз (Лиллипутия), и, пока он был без сознания, его нашли два лиллипута — Клустрил и Друило. Но вмешались военные и приказали его связать. После того, как Гулливера покормили (еды хватило бы на недельное содержание целого полка), его связанным погрузили на специально построенную телегу, которую тянула сотня лошадей. Так его доставили в столицу, где он предстал перед императором Лиллипутии (Питер О’Тул).

## В ролях
| Актёр               | Роль                                         |
| ------------------- | -------------------------------------------- |
| Тед Дэнсон          | Лемюэль Гулливер                             |
| Мэри Стинберджен    | Мэри Гулливер, жена Лемюэля                  |
| Том Старридж        | Том Гулливер, сын Лемюэля и Мэри             |
| Джеймс Фокс         | доктор Бейтс                                 |
| Роберт Харди        | доктор Парннелл                              |
| Питер О’Тул         | император страны Лилипутия                   |
| Фиби Николс         | императрица Лилипутии                        |
| Эдвард Вудвард      | Друило                                       |
| Николас Линдхерст   | Клустрил                                     |
| Эдвард Фокс         | генерал Лимток                               |
| Джон Стэндинг       | адмирал Болголам                             |
| Элфри Вудард        | королева страны Бробдингнег                  |
| Кейт Маберли        | Глюмдальклич                                 |
| Нед Битти           | фермер Грултруд, отец Глюмдальклич           |
| Аннет Бэдленд       | жена фермера Грултруд                        |
| Уорик Дэвис         | Грильдриг, карлик                            |
| Шаши Капур          | раджа острова Лапута                         |
| Джеральдин Чаплин   | королева Муноди                              |
| Навин Чоудри        | принц Муноди                                 |
| Джон Гилгуд         | профессор Света                              |
| Грем Кроуден        | профессор политологии                        |
| Ричард Уилсон       | профессор языкознания                        |
| Омар Шариф          | правитель Глаббдобдриба, волшебник и историк |
| Кристин Скотт Томас | бессмертная                                  |
| Изабель Юппер       | Госпожа, гуигнгнм                            |